# سالتوپوس
سالتوپوس (نام علمی: Saltopus) نام یک سرده از کلاد پرنده‌گردنان است.